# Société Nationale des Beaux-Arts

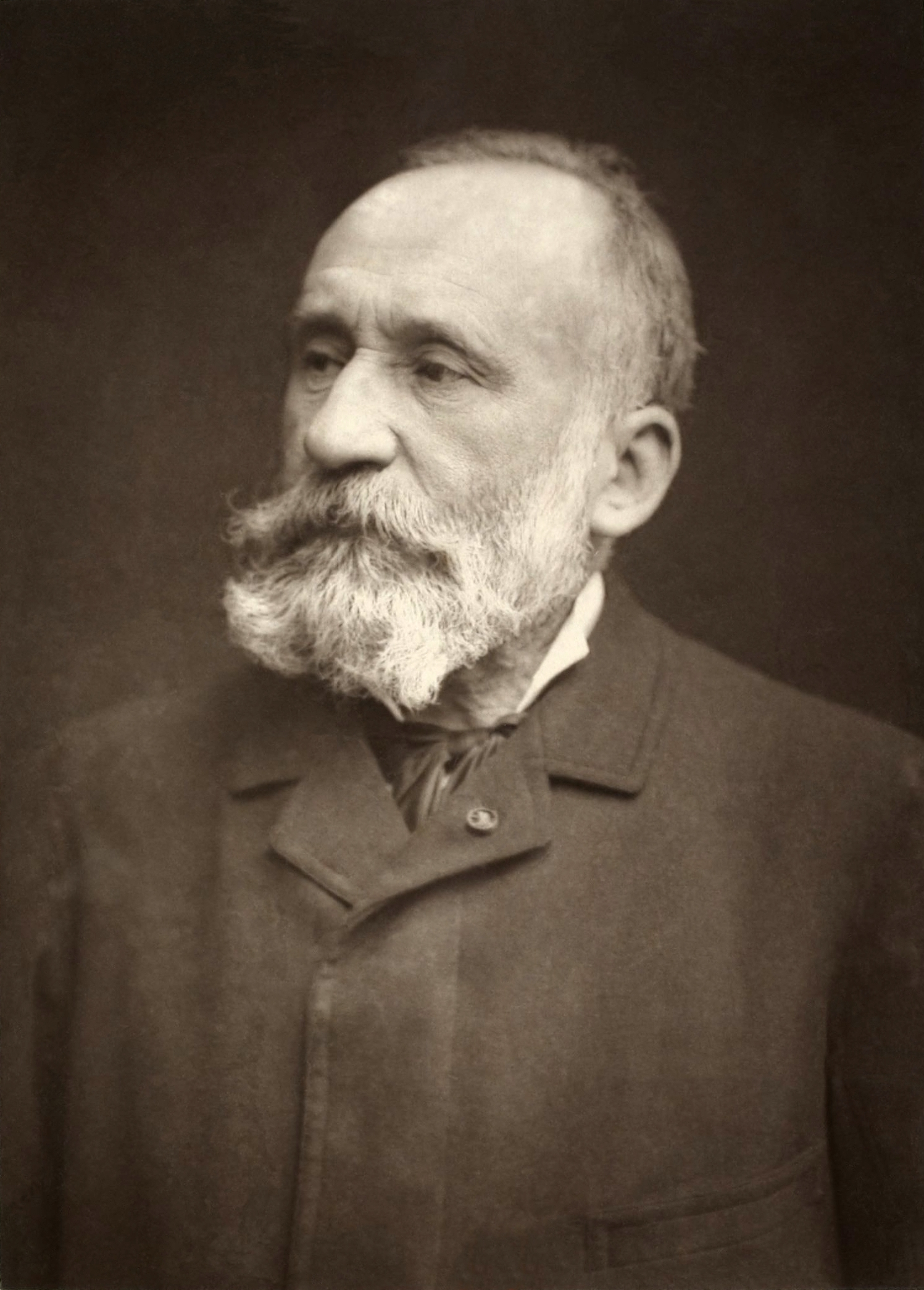
Pierre Puvis de Chavannes photografiat per Anatole Louis Godet el 1882.

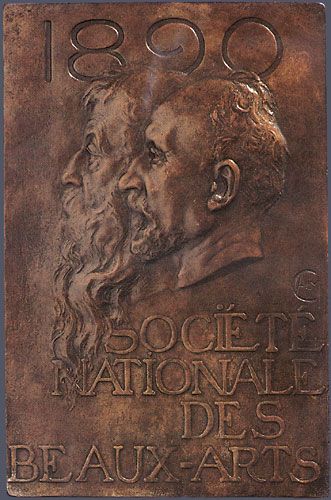
Alexandre Charpentier, Société nationale des beaux-arts (1890), medalla commemorativa amb retrat doble de Pierre Puvis de Chavannes i d'Ernest Meissonier.

Société Nationale des Beaux-Arts (SNBA) és el terme sota el qual es van unir dos grups d'artistes francesos; el primer per algunes exposicions a principis de la dècada del 1860, i el segon a partir del 1890 per exposicions anuals.
Fundada el 1862, la Société Nationale des Beaux-Arts va ser inicialment presidida per l'escriptor Théophile Gautier, amb el pintor Aimé Millet com a assistent. El comitè estava format pels pintors Eugène Delacroix, Carrier-Belleuse i Puvis de Chavannes, i entre els expositors hi havia Léon Bonnat, Jean-Baptiste Carpeaux, Charles-François Daubigny, Gustave Doré, i Manet. El 1864, just després de la mort de Delacroix, la societat va organitzar una exposició retrospectiva de 248 pintures i litografies d'aquest famós pintor i onclastre de l'emperador - i deixà d'organitzar més exposicions.
El 1890, la Société Nationale des Beaux-Arts fou revitalitzada sota el comandament de Puvis de Chavannes, Ernest Meissonier, Carolus-Duran, Bracquemond i Carrier-Belleuse, i des de llavors la seva exposició anual va ser ressenyada com a Salon de Champ-de-Mars. Tradicionalment obria una quinzena més tard que el saló oficial, el Salon de Champs-Élysées, organitzat per la Société des artistes français.

## Context
El segle xix en l'art francès es caracteritza per una lluita contínua entre els artistes educats tradicionalment i recolzats per la política oficial, i un nombre creixent d'artistes que van preferir treballar individualment i corrent els seus propis riscos. Analitzar la situació històrica és difícil, fins i tot un segle més tard. Però evidentment els adversaris de la política oficial van guanyar terreny després de la caiguda del segon Imperi, i van ser fonamentals per redirigir la política cultural francesa cap a posicions liberals. Així, l'escissió de la Société Nationale des Beaux-Arts el 1890 pot ser considerada la primera manifestació del secessionisme.

## Un camí nou
Després de la Primera Guerra Mundial, el 1926, es creà el premi "Puvis de Chavannes". Aquest consistia en una exposició retrospectiva a París de les obres principals dels artistes guanyadors. Durant el segle xx, aquesta exposició es feia al Grand Palais o al Musée d'Art Moderne.
Els pintors premiats més coneguts: 1941: Wilhem Van Hasselt, 1944: Jean Gabriel Domergue, 1952: Tristan Klingsor, 1955: Georges Delplanque, 1957: Albert Decaris, 1958: Jean Picard Le Doux, 1963: Maurice Boitel, 1966: Pierre Gaillardot, 1968: Pierre-Henry, 1969: Louis Vuillermoz, 1970: Daniel du Janerand, 1971: Jean-Pierre Alaux; 1975: Jean Monneret, 1987: André Hambourg.
Durant les darreres dècades del segle xx, després de Takanori Oguiss, i durant la presidència de François Baboulet, alguns artistes japonesos van poder exhibir les seves pintures com a convidats de la SNBA: Takaaki Matsuda, Katsufumi Toyota, Kazuko Kobayashi, Hideo Hando, Yoko Tsuishi i Noboru Sotoyama.